# Jacqline
Jacqline Lie Hope Clarine People Mossberg Mounkassa (ur. 2 lipca 1998 w Järnie) – szwedzka piosenkarka.

## Kariera
W wieku 16 lat przerwała naukę w szkole średniej w celu rozwoju kariery muzycznej. W 2021 roku wydała swój pierwszy singel „Do It Better”, podczas którego premiery została otruta, przez co trafiła do szpitala i groziło jej trwałe uszkodzenie fałdów głosowych – rozważała przez to porzucenie ścieżki muzycznej, lecz ostatecznie zdecydowała się ją kontynuować. W tym samym roku wzięła udział w szwedzkiej odsłonie programu Idol, w której, dzięki otrzymania dzikiej karty od jurorów w etapie Top 13, zakwalifikowała się do finału. W finale, zorganizowanym w hali Avicii Arena, zajęła ostatecznie 2. miejsce. Pod koniec 2022 roku dostała jedną z głównych ról w spektaklu Infruset – Själens skrubbsår w domu kultury Malmö Live Koncerthus, wraz z Arją Saijonmaą, Miltonem Felländerem i Björnem Dixgårdem.
W 2023 roku wydała swój pierwszy singel pod szyldem wytwórni Island Records Sweden, „Question My Love”. W grudniu 2023 ogłoszono, że zakwalifikowała się ona do stawki konkursowej Melodifestivalen 2024, gdzie zgłosiła się z piosenką „Effortless”. 17 lutego wystąpiła w trzecim półfinale selekcji, w którym zajęła 1. miejsce i awansowała do finału, zorganizowanego 9 marca, w którym zajęła 9. miejsce.

## Dyskografia

### Single
| Rok  | Tytuł              | Album |
| ---- | ------------------ | ----- |
| 2021 | „Do It Better”     | —     |
| 2023 | „Question My Love” | —     |
| 2024 | „Effortless”       | —     |